# Puchar Kontynentalny w kombinacji norweskiej 2000/2001
Sezon 2000/2001 Pucharu Kontynentalnego w kombinacji norweskiej rozpoczął się 8 grudnia 2000 w amerykańskim Salt Lake City, zaś ostatnie zawody z tego cyklu odbyły się 18 marca 2001 w norweskim Mo i Rana. W kalendarzu znalazło się siedemnaście konkursów, w tym pięć sprintów, trzy starty masowe, osiem metodą Gundersena i jeden zawody drużynowe.
Pierwotnie cykl ten nosił nazwę Pucharu Świata B, jednak w 2008 roku zmieniono ją na Puchar Kontynentalny. Tytułu najlepszego zawodnika bronił Francuz Frédéric Baud. W sezonie tym najlepszy okazał się Norweg Jan Rune Grave.

## Kalendarz i wyniki
| Lp  | Data             | Miejscowość    | Konkurencja             | 1. miejsce                                          | 2. miejsce                                              | 3. miejsce                                                       |
| --- | ---------------- | -------------- | ----------------------- | --------------------------------------------------- | ------------------------------------------------------- | ---------------------------------------------------------------- |
| 1.  | 8 grudnia 2000   | Salt Lake City | Sprint K90/7,5 km       | Matt Dayton                                         | Jochen Strobl                                           | Denis Tyszagin                                                   |
| 2.  | 9 grudnia 2000   | Salt Lake City | Gundersen K90/15 km     | Johnny Spillane                                     | Denis Tyszagin                                          | Matt Dayton                                                      |
| 3.  | 12 grudnia 2000  | Salt Lake City | Start Masowy K120/10 km | Andrej Jezeršek                                     | Denis Tyszagin                                          | Johnny Spillane                                                  |
| 4.  | 15 grudnia 2000  | Calgary        | Sprint K114/7,5 km      | Denis Tyszagin                                      | Jan Rune Grave                                          | Mikko Keskinarkaus                                               |
| 5.  | 17 grudnia 2000  | Calgary        | Gundersen K98/15 km     | Kris Erichsen                                       | Andrej Jezeršek                                         | Chris Holland                                                    |
| 6.  | 15 stycznia 2001 | Val di Fiemme  | Gundersen K90/15 km     | Marc Frey                                           | Sylvain Guillaume                                       | Pavel Churavý                                                    |
| 7.  | 16 stycznia 2001 | Val di Fiemme  | Gundersen K90/15 km     | Antti Kuisma                                        | Mikko Keskinarkaus                                      | Gen Tomii                                                        |
| 8.  | 20 stycznia 2001 | Klingenthal    | Start Masowy K90/10 km  | Matthias Looß                                       | Ralf Adloff                                             | Halldor Skard                                                    |
| 9.  | 21 stycznia 2001 | Klingenthal    | Start Masowy K90/ 3x5   | Niemcy IV Marc Frey · Matthias Menz · Matthias Looß | Francja Rémy Trachsel · Nicolas Bal · Sylvain Guillaume | Niemcy I Christian Beetz · Björn Kircheisen · Matthias Mehringer |
| 10. | 25 stycznia 2001 | Karpacz        | Gundersen K90/15 km     | Pavel Churavý                                       | Björn Kircheisen                                        | Jan Rune Grave                                                   |
| 11. | 26 stycznia 2001 | Liberec        | Sprint K120/7,5 km      | Amund Johnsen                                       | Wilhelm Denifl                                          | Jan Rune Grave                                                   |
| 12. | 27 stycznia 2001 | Liberec        | Gundersen K120/15 km    | Marcel Höhlig                                       | Sylvain Guillaume                                       | Gen Tomii                                                        |
| 13. | 2 marca 2001     | Chaux-Neuve    | Gundersen K90/15 km     | Andrej Jezeršek                                     | Ronny Heer                                              | Milan Kučera                                                     |
| 14. | 4 marca 2001     | Chaux-Neuve    | Sprint K90/7,5 km       | Andrej Jezeršek                                     | Kris Erichsen                                           | Marcel Höhlig                                                    |
| 15. | 10 marca 2001    | Taivalkoski    | Sprint K90/7,5 km       | Jan Rune Grave                                      | Antti Kuisma                                            | Marcel Höhlig                                                    |
| 16. | 11 marca 2001    | Taivalkoski    | Gundersen K90/15 km     | Marcel Höhlig                                       | Nicolas Bal                                             | Ralf Adloff                                                      |
| 17. | 17 marca 2001    | Mo i Rana      | Start Masowy K90/10 km  | Wilhelm Denifl                                      | Ralf Adloff                                             | Ola Morten Græsli                                                |

## Klasyfikacje
| Lp. | Zawodnik          | Punkty |
| 1.  | Jan Rune Grave    | 229    |
| 2.  | Kris Erichsen     | 227    |
| 3.  | Andrej Jezeršek   | 205    |
| 4.  | Michal Pšenko     | 183    |
| 5.  | Ralf Adloff       | 179    |
| 6.  | Takanori Hagiwara | 173    |
| 7.  | Marcel Höhlig     | 166    |
| 8.  | Jouni Kaitainen   | 165    |
| 9.  | Antti Kuisma      | 163    |
| 10. | Wilhelm Denifl    | 152    |
| 10. | Chris Holland     | 152    |